# Markus Melchiori
Markus Melchiori ist ein deutscher Kirchenmusiker und Hochschullehrer. Seit 2009 ist er Domkapellmeister am Kaiser- und Mariendom zu Speyer.
Er studierte Kirchenmusik (A-Examen) an der Hochschule für Musik und Darstellende Kunst Frankfurt am Main. Von September 1999 bis August 2009 leitete Markus Melchiori den Limburger Domchor und die Mädchenkantorei am Dom zu Limburg, im Dezember 2006 wurde er dort zum Domchordirektor ernannt. Zum 1. September 2009 erfolgte die Ernennung zum Domkapellmeister am Kaiser- und Mariendom zu Speyer. Seit Oktober 2010 unterrichtet er das Fach Chorleitung an der Musikhochschule Freiburg.